# Antonio Quarracino
Antonio Quarracino (Pollica, 8. kolovoza 1923. – Buenos Aires, 28. veljače 1998.), je bio argentinski rimokatolički kardinal i nadbiskup Buenos Airesa.

## Životopis
Quarracino je rođen u Pollici, provinciji Salerno u Italiji, 8. kolovoza 1923. Njegova obitelj je emigrirala u Argentinu kada je imao 4 godine. Quarracino je zaređen za svećenika 22. prosinca 1945. godine te je postao profesor na Biskupskom sjemeništu u Mercedesu. Također je podučavao i teologiju na Argentinskom katoličkom sveučilištu.
Imenovan je biskupom biskupije Nueve de Julio, 3. veljače 1962. te zaređen 8. travnja iste godine. Dana 3. kolovoza 1968. papa Pavao VI. ga je premjestio za biskupa Avellaneda. Quarracino se protivio politici predsjednika Raúla Alfonsina (1983. – 1989.), i optužio političare za korupciju koji su glavni uzrok nacionalnog siromaštva.
Ivan Pavao II. ga je promaknuo u nadbiskupa La Plate, 18. prosinca 1985., a zatim 10. srpnja 1990. postaje nadbiskup Buenos Airesa te se njegovom naslovu priključuje i primas Argentine. U studenom 1990. postao je predsjednik Argentinske biskupske konferencije, a zatim ponovno izabran, do 1996. Kardinal svećenik crkve S. Maria della Salute Primavalle postaje 28. lipnja 1991.
Dana 27. lipnja 1992. bio je glavni konsekrator kada je za biskupa posvećen Jorge Mario Bergoglio.
Quarracino je umro 1998. godine, zbog srčanog zastoja. Naslijedio ga je automatski njegov koadjutor, isusovac Jorge Mario Bergoglio, današnji papa Franjo. Za svoje geslo Quarracino je imao Njemu slava (lat. Ipsi gloria).

## Vanjske poveznice
- (engl.) Antonio Quarracino na catholic-hierarchy.org